# Ceratina nigrolateralis
Ceratina nigrolateralis är en biart som beskrevs av Cockerell 1916. Ceratina nigrolateralis ingår i släktet märgbin, och familjen långtungebin. Inga underarter finns listade i Catalogue of Life.